# Лазарев, Никита Герасимович
Ники́та Гера́симович Ла́зарев (1866—1932) — российский предприниматель, архитектор, работавший в Москве. Автор необычного памятника раннего московского неоклассицизма — дома Н. И. Миндовского на углу Пречистенского и Староконюшенного переулков (посольство Австрии). Отец искусствоведа В. Н. Лазарева.

## Биография
Потомок известного рода московских армян Лазаревых. Окончил Санкт-Петербургский Институт гражданских инженеров. Стал успешным предпринимателем-застройщиком, самостоятельно проектировал собственные доходные дома. Первая крупная работа — гостиница Ечкина на Арбате, 23 (1902—1903). В последующее десятилетие, строил в наиболее престижных районах Москвы (Волхонка, 7; Арбат, 10 и 29; Тверской бульвар, 8 и 10). По словам академика Игоря Грабаря (друга семьи), «Лазарев вывел Арбат и Пречистенку в новый век».
В 1906 году Лазарев, уже связанный с купеческим родом Миндовских предыдущими заказами, выстроил в Мёртвом (ныне Пречистенском) переулке дом для Н. И. Миндовского, — один из первых и наиболее ярких памятников неоклассицизма в Москве, предвосхитивший петербургские работы И. А. Фомина и В. А. Щуко. Бочкоподобные колонны этого дома — единственные в своем роде в российской архитектуре. В 1927—1938 и с 1955 в доме размещается посольство Австрии. В 1938—1955 годах здание использовалось как дом дипломатических приёмов; здесь в августе 1939 года жил Риббентроп, а в октябре 1944 года — Черчилль. Считается, что дуэль, описанная Борисом Пастернаком в «Докторе Живаго», происходила именно в стенах этого дома. Н. Г. Лазарев жил в Шереметьевском (Романовом) переулке, 5, квартира 148.
После 1917 года Лазарев, оставшийся в России, потерял своё дело и уже не вернулся к практическому строительству, однако, по свидетельствам В. Н. Лазарева, И. Э. Грабаря и других мемуаристов, оставался вполне обеспеченным (по советским меркам) человеком до самой смерти.

## Проекты и постройки

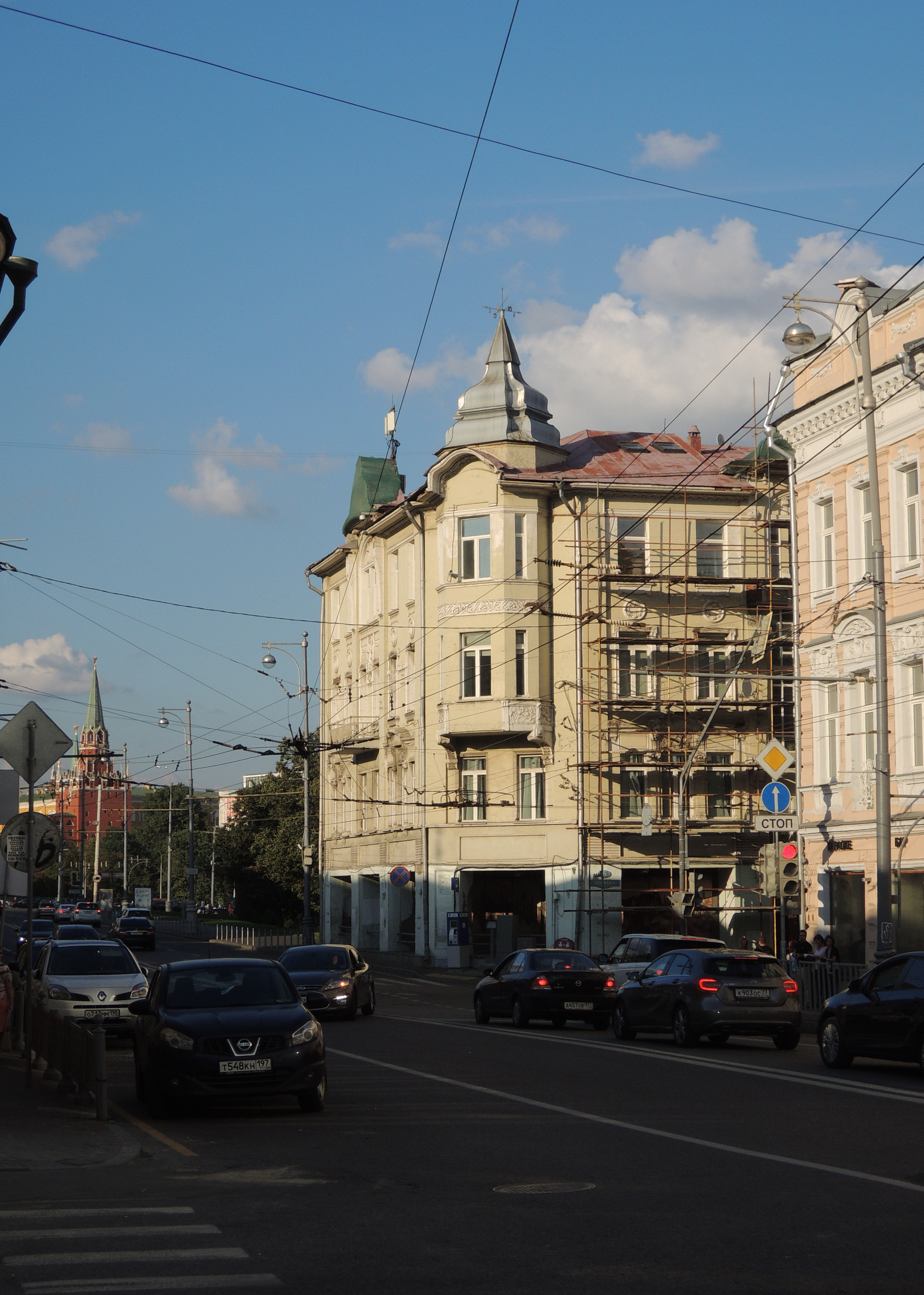
Дом Лобачева на Волхонке

- Перестройка дома (1890, Москва, Пречистенка, 10)[сн 1];
- Гостиница А. Е. Ечкина (1902—1903, Москва, Арбат, 23);
- Доходный дом К. Г. Лобачёва (1904, Москва, Улица Волхонка, 7);
- Гостиница Я. М. Толстого (1904—1906, Москва, Арбат, 29);
- Перестройка особняка (1904—1908, Москва, Лялин переулок, 18);
- Доходные дома Тоон (1905, Москва, Арбат, 10), не сохранились;
- Служебные пристройки к дому И. А. Миндовского (1905—1906, Москва, Большая Ордынка, 43);
- Дом Н. И. Миндовского (Московского торгово-строительного акционерного общества) (1906, Москва, Пречистенский переулок, 6);
- Доходный дом Н. П. Ламановой (1908, Москва, Тверской бульвар, 10);
- Перестройка особняка И. А. Миндовского (1908, Москва, Второй Неопалимовский переулок, 14/7)[2];
- Особняк (?) (1900-е, Москва, Рождественский бульвар, 21);
- Доходный дом В. Ф. Грефе (1910, Москва, Тверской бульвар, 8);
- Доходный дом Н. Д. Ижболдина (1911, Москва, Улица Большая Ордынка, 68);
- Доходный дом Салова (1911, Москва, Настасьинский переулок, 4);
- Доходный дом Н. М. Поповой (1911—1912, Москва, Вспольный переулок, 17);
- Перестройка особняка Н. М. Поповой (1912, Москва, Садовая-Кудринская улица, 18);
- Конкурсный проект доходного дома Лечебницы военных врачей, совместно с С. Е. Чернышёвым (1912, Москва, 1-я премия);
- Доходный дом И. И. Джамгарова (1913, Москва, Рождественский бульвар, 21, левое строение).

### Сноски
1. ↑  Здесь и далее проекты и постройки даны в хронологическом порядке по М. В. Нащокиной, с необходимыми дополнениями и уточнениями.